# ТЕС Кумколь
46°25′31″ пн. ш. 65°42′2″ сх. д. / 46.42528° пн. ш. 65.70056° сх. д.
ТЕС Кумколь — теплова електростанція, що входить до комплексу облаштування родовища Кумколь. 
Під час розробки нафтового родовища Кумколь отримують значні обсяги попутного газу, який, зокрема, використовують для живлення спорудженої на промислі електростанції. В 2004-му на її майданчику стали до ладу три встановлені на роботу у відкритому циклі турбіни General Electriс типу М5001R 18,75 МВт, а в 2011-му ввели в дію другу чергу із двох газових турбін General Electriс типу МS5001R потужністю по 22,95 МВт. 
З 2020-го ТЕС також використовує газ, поданий по трубопроводу Кизилкія – Кумколь.
Видача надлишків продукції можлива по ЛЕП, яка була введена в експлуатацію у 2011 році та працює під напругою 110 кВ.